# Берёзовка (упразднённый посёлок, Барнаул)
Берёзовка́ — упразднённый посёлок в Алтайском крае России. Входил в городской округ город Барнаул. С 1986 г. микрорайон в Индустриальном районе города Барнаула.

## Географическое положение
Расположен на западе Барнаула в Индустриальном районе города, в истоке реки Ляпиха.

## История
Решением Алтайского КИКа от 29.04.1986 года №160/1 посёлок Берёзовка включён в состав города Барнаул и исключён из учётных данных.